# Емил Йотовски
Емил Цветанов Йотовски e български лекар, писател, драматург и сценарист.

## Биография
Роден в София на 5 септември 1970 г. Майка му е лекар, баща му е художник.
Завършва Националната природоматематическа гимназия (НПМГ) в София и „Медицина“ във Висшия медицински институт в София (1996). Работил е като лекар в клиниките по диабетна хемодиализа и фтизиатрия. 
В момента е публицист, сценарист, драматург. 

## Творчество

### Телевизия
Сценарист
- „Каналето“ (1995 – 1996, 1998 – 1999)
- „Хъшове“, „Квартал“ (1996 – 1997)
- „Сладко отмъщение“, „Шаш“ (2001 – 2006)
- „Комиците“ (2007 – 2008)
- „Пълна лудница“ – отговорен сценарист на 1 и 2 сезон (2009 – 2010)
- „Перфектна памет“ (2011)
- „Шоуто на канала“ (2016 – 2017)
- „Събота вечер с Митко Павлов“ (2020)
- „Звездите в нас“
- „Един да друг“

Телевизионни новели: „Телефон на доверието“, „Хижата“

### Театър
- „Принципът на Крум“, Драматичен театър, Разград (2013)
- „Рекламация“, награда за драматургия от национален фестивал „Невена Коканова“ (2014)
- „Хавай“, награда за драматургия от национален фестивал „Невена Коканова“ (2015)
- „България ЕООД“, Родопски драматичен театър, Смолян (2016)
- „Застреляй идиотите“, Драматичен театър, Кърджали (2016)
- „Нонсенс“, номинация на IX национален фестивал за драматургия „Иван Радоев“ (2017)
- „Няма места“, поощрителна награда от VIII национален конкурс за драматургия „Иван Радоев“ 2015; Драматично-куклен театър „Димитър Димов“ 2018)
- „Три котки на покрива“, Драматичен театър „Никола Й. Вапцаров“, Благоевград

### Медии
- вестник „24 часа“
- вестник „Труд“, седмична авторска рубрика „4-ти километър“ (2001 – 2006)
- вестник „Дневен Труд“, специални проекти
- вестник „Нощен Труд“, седмична авторска страница (1999 – 2000)
- вестник „Луд Труд“
- вестник „Новинар“, рубрика
- автор в списанията „Егоист“, „Едно“, „Фрас“, „Сакс“
- автор в Офнюз, Лентата, Новини.Бг, Плейбой, Пощенска кутия за приказки и др. (2018 – 2020)
- автор в Fakti.bg
- „Досиетата Хъ“, радиопредаване по „Дарик радио“ съвместно с „Шоуто на Слави“ – сценарист (2001 – 2006)

Награда на „Труд“ за публицистика (2000 – 2001)

### Книги
- „Нарочни приказки“ том 1, издателство „Сиела“
- „Нарочни приказки“ том 2, издателство „Сиела“
- „Секретни приказки“, печели субсидия за проект от Националния фонд „Култура“
- „Жестоко“, издателство „ПроБук“
- „4 комедии“, издателство „ПроБук“, печели конкурс на Министерството на културата, 2016 г.
- „Разкази с неочакван край“, издателство „Изток-Запад“, 2017 г.
- „Синдромът на сварената жаба“, издателство „Изток-Запад“, 2022 г.
- „БАСНИ“, илюстратор Николай Русев, издателство „Изток-Запад“, 2023 г.
- „Технология на унищожението“, издателство „Изток-Запад“, 2024 г.
- участие в множество сборници